# Церска
Церска (серб. Церска / Cerska) — село в общине Власеница Республики Сербской Боснии и Герцеговины. Население составляет 777 человек по переписи 2013 года.

## География
Церска находится недалеко от реки Дрина, через село протекает река Дриняча. Преимущественно равнинный рельеф, в 50 км к югу находится гора Явор. До границы с Сербией — 20 км.